# 膠凝材料
膠凝材料，是指混凝土的所有成分全部做連結，讓試體變硬 ，對於強度也會提高；整個過程稱硬化過程，對於在做抗壓強度試驗非常重要。
膠凝材料按照化學特性，可分為無機與有機膠凝材料。無機膠凝材料可以在水中、空氣中完成硬化，適合用在乾燥環境或水中建築物；有機膠凝材料在空氣中即可硬化，適合用在各類混凝土與瀝青材料。